# Hipolit (mitologija)
Hipolit je v grški mitologiji sin Tezeja in amazonske kraljice Antiope.
Ker je zavrnil svojo mačeho Fedro, ga je ta očrnila pri Tezeju, ki ga je nato ubil.